# Dennis van Scheppingen
Dennis Klaas Johannes van Scheppingen (ur. 5 lipca 1975 w Mijdrecht) – holenderski tenisista, reprezentant w Pucharze Davisa.

## Kariera tenisowa
Karierę zawodową van Scheppingen rozpoczął w 1993 roku, a zakończył w 2007. W grze pojedynczej triumfował w jedenastu turniejach rangi ATP Challenger Tour. W zawodach gry podwójnej, oprócz wygranych turniejów z cyklu ATP Challenger Tour, Holender osiągnął jeden finał kategorii ATP World Tour.
W reprezentacji Holandii w Pucharze Davisa van Scheppingen startował w latach 1996 i 2005, rozgrywając jeden zwycięski pojedynek singlowy oraz jeden przegrany mecz deblowy.
W rankingu gry pojedynczej van Scheppingen najwyżej był na 72. miejscu (13 września 2004), a w klasyfikacji gry podwójnej na 154. pozycji (16 lipca 2001).

### Finały w turniejach ATP World Tour

#### Gra podwójna (0–1)
| Nazwa                         |
| ----------------------------- |
| Wielki Szlem                  |
| Igrzyska olimpijskie          |
| Tennis Masters Cup            |
| ATP Masters Series            |
| ATP International Series Gold |
| ATP International Series      |

| Końcowy wynik | Nr | Data          | Turniej   | Nawierzchnia | Partner      | Przeciwnicy                     | Wynik finału  |
| ------------- | -- | ------------- | --------- | ------------ | ------------ | ------------------------------- | ------------- |
| Finalista     | 1. | 23 lipca 2000 | Amsterdam | Ceglana      | Edwin Kempes | Sergio Roitman Andrés Schneiter | 6:4, 4:6, 1:6 |